# Hliðskjálf
Hliðskjálf ist das sechste Album des norwegischen Soloprojekts Burzum von Varg Vikernes. Es entstand 1999 während seiner Haft, während der ihm nur ein Keyboard als einziges Instrument zur Verfügung stand. Folglich wurden sämtliche Lieder – wie schon auf dem Vorgängeralbum Dauði Baldrs – mit diesem eingespielt. Inhaltlich werden verschiedene Themen der germanischen Mythologie behandelt.

## Mythologischer Hintergrund
Fast alle Songtitel enthalten Elemente der germanischen Mythologie. Auch der Titel des Albums ist an den altnordischen Begriff Hlidskialf für Odins Thron bezeichnet, angelehnt. Die Lieder selbst sind instrumental, im Booklet des Albums können allerdings zu jedem Lied Beschreibungen und Hintergrundinformationen nachgelesen werden, die an germanische Mythen angelehnte Erzählungen enthalten. Behandelt werden vor allem die Götterkämpfe und das allgemeine germanische Weltbild, wobei die meisten Beschreibungen den Fokus auf einzelne Gottheiten legen.

## Gestaltung
Das Albencover wurde von Tania Stene entworfen und zeigt ein dichtes Waldstück, in dessen Mitte die Überreste eines Throns in Form von zwei Steinen zu sehen sind. Es handelt sich dabei offensichtlich um eine Anspielung auf den (zerstörten) Thron Odins.
Im Booklet sind einige Artworks zu sehen, die von Stephen O’Malley stammen. Dieser ist auch für das Design des Albums verantwortlich. Insgesamt handelt es sich um acht teils abstrakte Grafiken, von denen jede einem der Lieder zugeordnet ist.

## Stil
Stilistisch gesehen wird größtenteils an das Vorgängeralbum angeknüpft. Einzig das Lied Der Weinende Hadnur, das eine mit dem Keyboard neu aufgenommene Version der Melodie von The Crying Orc aus dem Album Burzum darstellt, knüpft teilweise an den alten Stil aus den vorherigen Alben an.
Die Lieder sind meist sehr simpel gehalten, überwiegend gehen sie, wie bei Der Tod Wuotans, von einer Grundmelodie aus, die sich lange hinzieht, und sich dann in eine andere zu wandeln beginnt.
Es sind keine Elemente des von Burzum stark geprägten Black Metal, dem alle vor Vikernes’ Inhaftierung entstandenen Veröffentlichungen zuzuordnen sind, mehr zu erkennen. Diesen bereits im Vorgängeralbum vollzogenen Stilwechsel begründete Vikernes in einem Interview damit, dass er sich mit dem Black Metal nicht mehr verbunden fühle. Später allerdings führte er den Wechsel darauf zurück, dass ihm während der Haft allein ein Keyboard zur Verfügung stand:

"Dauði Baldrs" was what I could do from a prison cell, and "Hliðskjálf" too, but they were all music that I liked.

„‚Dauði Baldrs‘ war, was ich in einer Gefängniszelle machen konnte, und ‚Hliðskjálf‘ ebenfalls, aber sie waren alle Musik, die ich mochte.“

## Titellisten
Es erschienen zur gleichen Zeit zwei Versionen des Albums, die sich einzig durch die Titellisten unterscheiden. Hier wurden kleine Veränderungen im Wortlaut der Titel vorgenommen. Anders als bei einigen früheren Veröffentlichungen, in denen neben den deutschen auch norwegische und englische Songnamen verwendet wurden, sind hier alle Titel in sämtlichen Versionen deutsch. Als die CD 2008 neu aufgelegt wurde, wurden die Titel der ersten Version verwendet.

### Version 1
1. Tuistos Herz – 6:18
2. Der Tod Wuotans – 6:44
3. Ansuzgardaraiwô – 4:35
4. Die Liebe Nerþus’ – 2:13
5. Frijôs Einsames Trauern – 6:16
6. Einfühlungsvermögen – 3:56
7. Frijôs Goldene Tränen – 2:45
8. Der Weinende Hadnur – 1:17

### Version 2
1. Tuistos Herz – 6:18
2. Der Tod Wuotans – 6:44
3. Ansuzgardaraiwô – 4:35
4. Die Liebe Nerþus’ – 2:13
5. Das Einsame Trauern Von Frijô – 6:16
6. Die Kraft Des Mitgefühls – 3:56
7. Frijôs Goldene Tränen – 2:45
8. Der Weinende Hadnur – 1:17

## Kritik
In einer Kritik auf metalstorm.net wird das Album gelobt, die ersten drei Stücke seien „nichts als reine Ambient-Meisterwerke“ (“The first three are nothing but pure ambient masterpieces.”), während Die Liebe Nerþus’ der Höhepunkt des Albums darstelle. Stilistisch sei es auf einer Stufe mit den Werken von Bands wie Kraftwerk und Tangerine Dream. Jedoch wird bemängelt, dass die Musik nicht sehr originell und mit Dead Can Dances Within the Realm of a Dying Sun vergleichbar sei.
Ein Review auf anus.com hebt ebenfalls die Einflüsse von Dead Can Dance, Tangerine Dream und Kraftwerk heraus und betont die „langen Ambient-Strukturen“ und das „hypnotische Pulsieren des Rhythmus’“, welches das Album wie einen „Soundtrack oder eine Sequenz dämonischer Kommandos“ in eine „dominante Hintergrundrolle“ setze.
Auf metal.de wird der primitive Stil des Albums bemängelt. Insbesondere angesprochen werden dabei die Titel, die Frijô behandeln und Der Weinende Hadnur, „deren vorschulhaftes Geklimper“ laut dessen Kritiker „einfach unerträglich sind“. In der gleichen Rezension wird aber die laut der Rezension mit einfachsten Mitteln erzeugte Atmosphäre gelobt. In einer anderen Rezension auf derselben Seite wird der Erwerb allerdings nur Personen empfohlen, die „alles kaufen [müssen] wo Burzum draufsteht“.